# Boucle fatale
 (novembre 2022).
La boucle fatale est, en économie, une relation d'entraînement mutuel entre la dette publique et la dette bancaire, par laquelle la chute de la valeur des banques fait chuter la valeur des titres de dette publique, et vice versa, du fait des interrelations entre l'État et les banques. Il s'agit d'une boucle de rétroaction.

## Concept
Certains États se portent, implicitement ou explicitement, garants de la santé des banques qui constituent leur système bancaire. Les banques sont très exposées à la dette souveraine de l’État en question, car elles se portent acquéreur des titres de dette publique dans le cadre de leurs opérations ; les États sont exposés aux banques car si elles font défaut, ils interviennent pour sauver le système. La boucle fatale implique nécessairement le crédit privé et le crédit public, mais le crédit privé peut être le crédit bancaire comme le crédit immobilier.
La boucle fatale est une boucle perverse car l'exposition des banques aux États, et des États aux banques, rend la bonne santé de l'un à celle de l'autre. Les banques qui font face à des difficultés augmentent leur exposition à la dette publique. Si l’État fait défaut, les banques font défaut également par ricochet ; et si les banques font défaut, l’État doit augmenter son propre endettement pour les sauver, mais les banques sont alors moins disposées à acheter cette dette.
Afin de rompre la boucle fatale, l'Union européenne a mis en place l'union bancaire à partir d'une décision de juillet 2012,. Après la pandémie de Covid-19, la chute du cours des actions de banques italiennes fait craindre, du fait du haut niveau d'endettement de l'Italie, une nouvelle boucle fatale.